# Arrabal

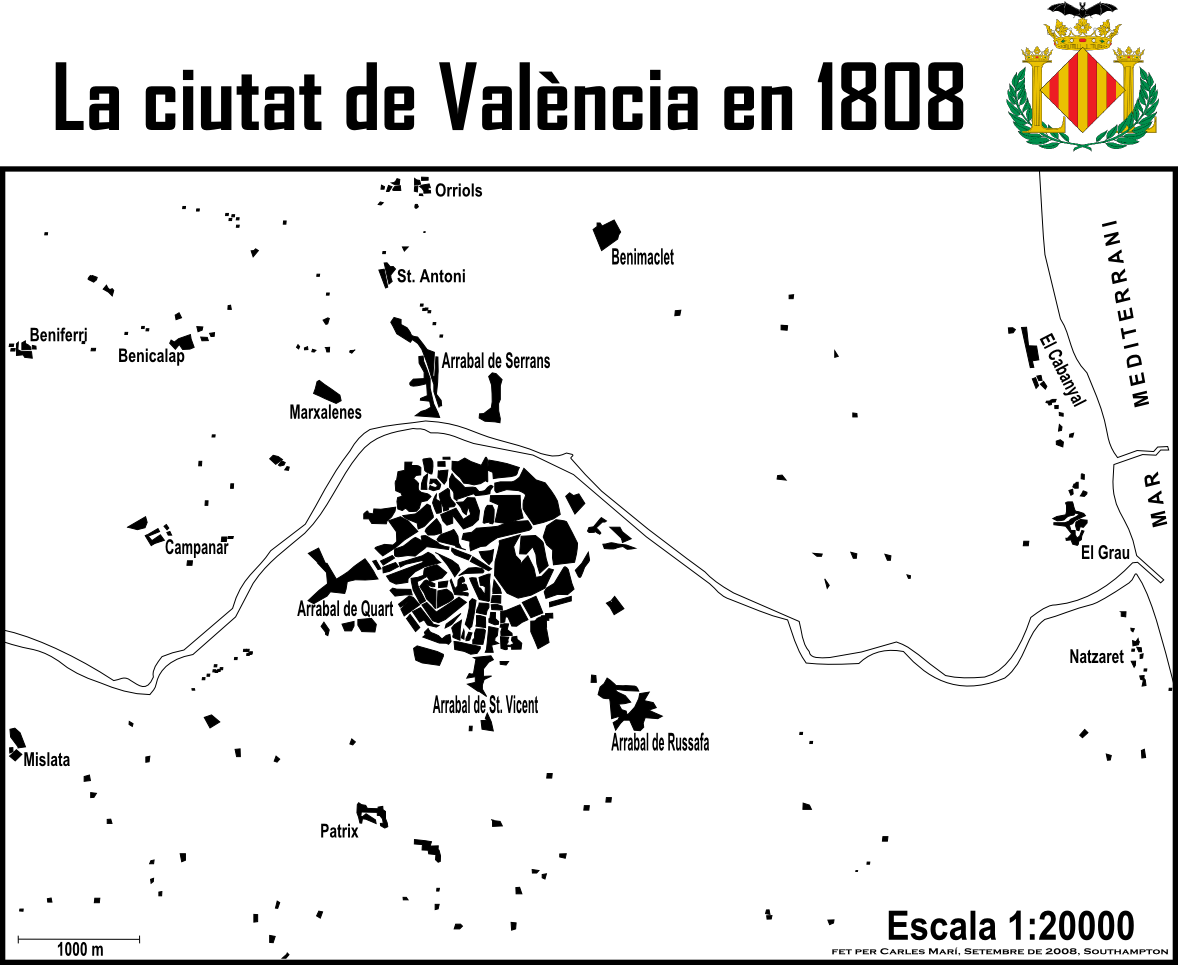
Mapa de la ciudad de Valencia y sus alrededores en 1808, durante la guerra de la Independencia, donde se aprecian distintos arrabales.

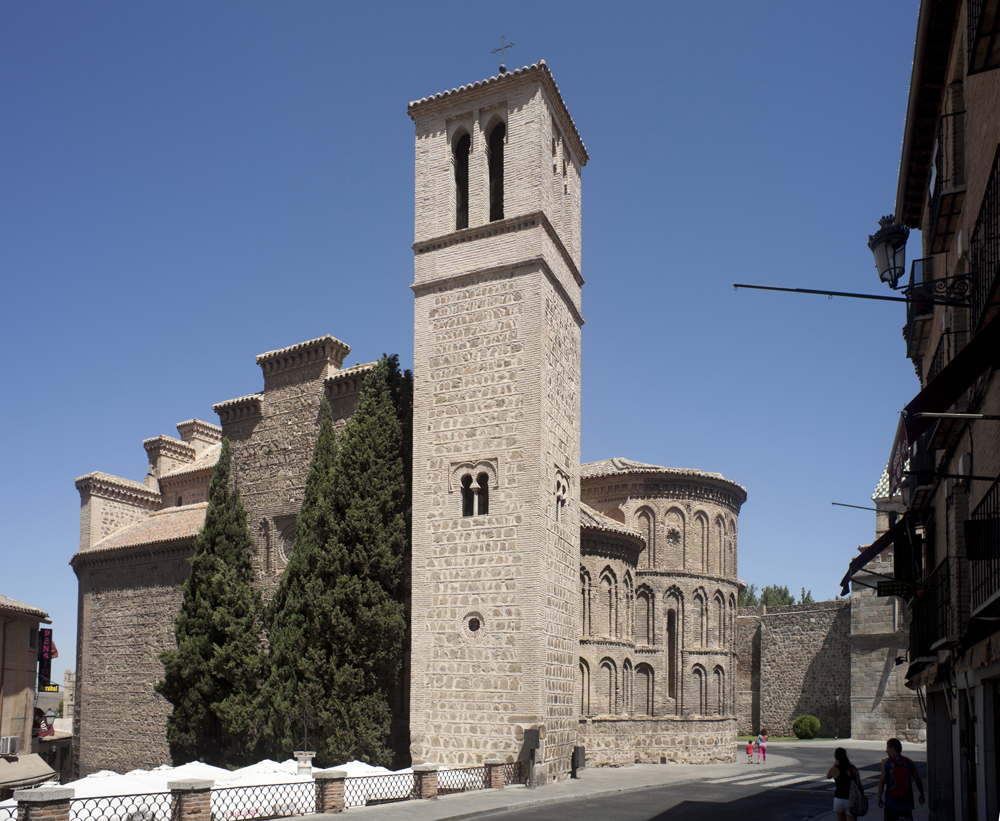
Iglesia de Santiago del Arrabal, que debe su nombre a que cuando se construyó estaba situada en los arrabales de la ciudad de Toledo.

Un arrabal (del árabe hispánico: «arrabáḍ», y este del árabe clásico: «rabaḍ», en árabe: الرَّبَض‎, romanizado: al-rabad) es una extensión o agrupación territorial de viviendas y comercios no sujetos a control municipal o planes urbanísticos. 
Fue característico del crecimiento de las ciudades europeas durante la Edad Media, como formación urbana espontánea extramuros, es decir fuera del recinto amurallado, inicialmente en espacios abiertos, expandiéndose a partir de las puertas y los caminos principales que partían de los núcleos urbanos de población, o en torno a los nuevos monasterios y conventos que se fundaban en los terrenos vecinos a las villas. Sin embargo, estas aglomeraciones poblacionales tendrán un sistema jurídico e institucional vinculado a su núcleo de ciudad o villa importante y no a su territorio circundante. 
La construcción de nuevas murallas o cercas, para ampliar el perímetro municipal, hacía que los primitivos arrabales quedasen incluidos en la ciudad como barrios.